# 丹波栗
丹波栗（たんばぐり、学名: Castanea crenata f. gigantea）は、主に日本の丹波・篠山地方で栽培される和栗の総称。一般に、大果系の立派な和栗で知られる。オウグリともいう。代表品種は銀寄（ぎんよせ）と筑波（つくば）で、かつては「銀由」、「銀善」とも呼称されるが、現在では「銀寄」に統一された。

## 定義

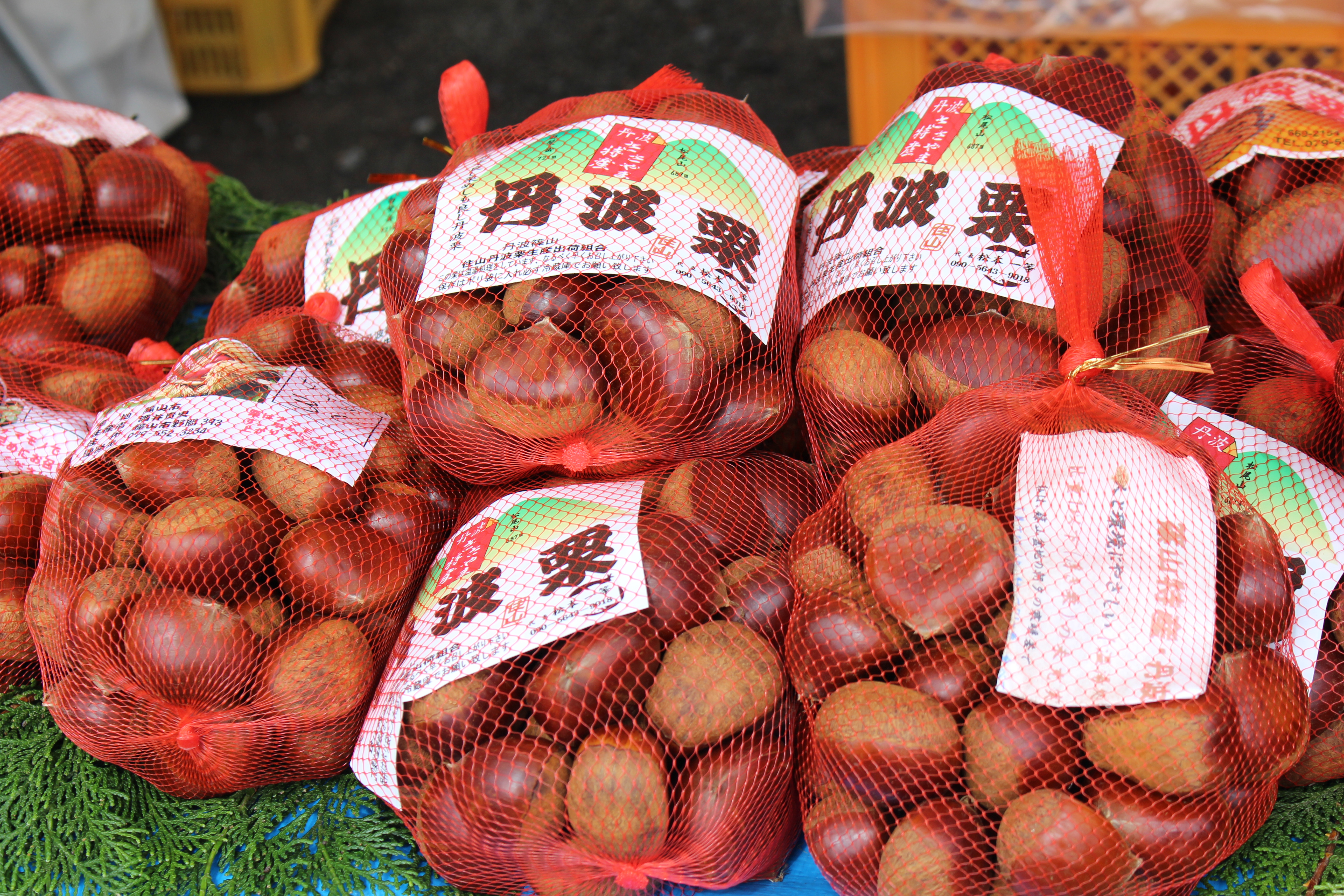
丹波篠山味まつりにて販売される丹波栗

丹波栗はクリの品種名ではなく、丹波地域（旧・丹波国、現在の京都府の一部、兵庫県の一部、大阪府の一部）で生産される栗の総称である。
すなわち、丹波地方での大果系の栗栽培の長い歴史と寒暖差のある栽培風土を踏まえた、少なくとも平安時代、場合によってはそれよりも古くから存在する、おそらく日本最古の地域ブランド作物名称である。栗といえば丹波栗、というくらい美味しい栗の代名詞となっている。江戸時代には丹波地方から苗木が各地に伝播し、「タンバグリ」の名を冠した当時から生き続ける栗古木が東北地方（宮城県登米市日根牛の大栗）や中国地方（広島県庄原市平子のタンバグリ）などに現存する。
また、兵庫県では「丹波栗」と栗を漢字表記することが一般的なのに対して、京都府では「丹波くり」と栗をひらがな表記することが一般的である。なぜ、同一地域内にもかかわらず、このように表記が異なるのかは不明である。

## 歴史

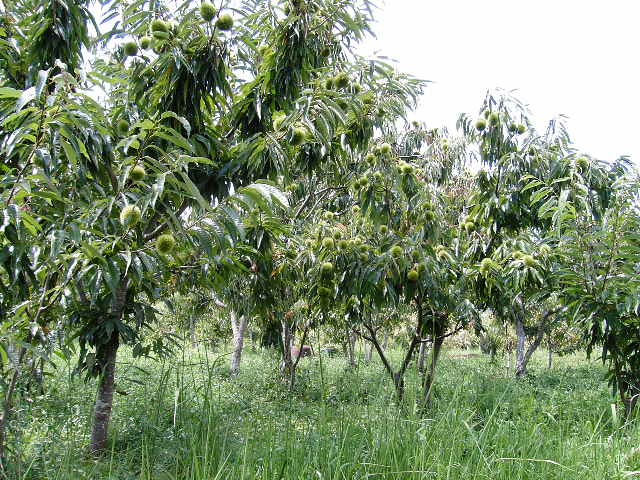
京都府京丹波町で栽培される丹波栗

### 起源
「丹波栗」の歴史は長く、持統天皇が栽培を奨励したとも言われ、また古事記、万葉集、日本書紀にもその名が登場するほど古くから知られる。平安時代の中頃につくられた「延喜式」には、丹波国の名産品として栗の名が紹介されており、当時より自然の栗ではなく、栽培された栗だったと考えられている。

### 中世・近世
古文書から知られる室町時代ないしは江戸時代といった古くからの丹波栗の産地は、「丹波国氷上郡小川村栗作郷」（現在の兵庫県丹波市山南町岩屋付近）、「丹波国船井郡和知」（現在の京都府船井郡京丹波町和知）、「丹波国南桑田郡本梅」（現在の京都府亀岡市本梅）、「摂津国豊能郡倉垣」（現在の大阪府豊能郡能勢町倉垣）などがある。いずれの土地も歴史の変遷を経て、現在は大きな栗産地を形成するには至っていない。
クリの品種である銀寄の来歴には諸説あるが、江戸時代の1753年（宝暦3年）、奥勘右衛門が、広島から摂津国歌垣村倉垣に持ち帰った栗の実の実生だとされ、その後丹波地方で接木繁殖で広く栽培されるようになったものと考えられる。

### 近代・現代
明治、大正期には丹波地方から欧米に栗苗が輸出された。アメリカ合衆国の文献には明治期に亀岡の隅田農園から栗苗が出荷された記録が残っており、当時の和栗苗が成長して現在も古木として生存する例がある。
正確な古文書は多く残ってはいないものの、古くから和知や亀岡、氷上郡栗造郷、歌垣、三和、美山といった丹波地方の土地には、栗栽培に取り組む篤農家が多く存在したと見られ、昭和期までは樹齢数百年の古木が丹波地方の中に多数生存していた。その繁殖法においては、比較的近年までは一部の場合を除き、接木による固定品種の繁殖ではなく、実生により繁殖させるのが一般的であったとみられている。さらに、明治、大正期までは、銀寄以外にも、長興寺、ててうち、正月、毛長、女郎、鹿ノ爪、八木など多数の優良ローカル品種が存在したが、クリタマバチを主とした病虫害の伝播と温暖化の進展により、銀寄などを除くほとんどの在来品種は淘汰され、姿を消した。残念なことに、上述した丹波地方で昭和期に確認できた丹波栗古木も現在ではほぼ全て現存を確認することができなくなっている。このことをより冷涼な気候の東北地方など前述の古木生存例と照らし合わせると、気候の温暖化が丹波地方での栗樹生存に大きな試練を与えているとみられる。
そして、価格差を踏まえた韓国グリや中国グリの日本でのシェア拡大や土地が安価に利用でき国土の広い中国での栗生産の爆発的増加、それに消費者の嗜好の変化（生栗離れ、菓子業界の主流の和菓子から洋菓子への変化など）も相まって、主力産地であった京都府でも丹波栗生産は昭和後期以降平成にかけて激減した。また昭和後期以降は品種改良された品種がもっぱら栽培されるようになり、現在に至る。
100年を越す歴史を持つ品種で一般に現行栽培されているのは、唯一ほぼ銀寄一品種であり、品種名である銀寄を「丹波栗」と呼称する用法もあるが、現在丹波地方から出荷される丹波栗においては、基本的に品種ではなく、地理的産地によって表示がなされている。なお2022年時点のJA丹波ささやまの栽培ごのみでは、銀寄と筑波の両品種を植えることを推奨する記述がある。
また、丹波地方における近年の丹波栗生産は昭和後期から平成前期にかけての激減後、公的機関や生産者団体による新植の奨励や病虫害に強い品種の登場などから若干持ち直し、横ばいか微増傾向にある。丹波栗生産にあたっては、一時耕作放棄の休耕田からの転換が推奨されたこともあるが、水田跡地でのクリ栽培は枯損が極めて多発する傾向があることがわかってからは、現在は推奨されていない。また温暖化と雨季の雨量の増加、増加した病虫害によって、近畿以西でのクリ樹の維持は極めて難しくなってきており、抵抗性台木開発や栽培技術の進化が急務となっている。

## 形態・生態
主成分は、炭水化物だが、ブドウ糖、ショ糖を多く含有するため、特に甘みに優れている。ビタミンB1、ビタミンCも多く含み、消化、吸収に優れる特徴をあわせ持つ。近年、こうした特長から健康食品としても人気が高い。

## 人間との関わり
『日本書紀』にも記載が見られ、時代が下がってからも各藩主が幕府や朝廷に献上する例が多く見られた。このことで名声が高まり、参勤交代などを通じて全国に広まることになり、祝儀物として珍重されてきた。
丹波地方の気候風土が生育に適し、その後、度重なる改良によりさらに実も大きくなるとともに、味も優れ、色艶も美しくなり、全国的に多くの菓子やパン、その他の食品にもしばしば使用されるようになる。丹波栗は正月のおせちの黒豆の煮豆にもよく使われる丹波黒とともに丹波地方の特産物となっている。丹波篠山地方にはこの栗を使った数多くの栗菓子や栗酒（鳳鳴酒造によって「マロン・デ・キッス」の名で発売されている）も製造販売されている。
広島県庄原市西城町の「平子のタンバグリ」は、広島県指定天然記念物。